# Celera Genomics
Celera Genomics est une entreprise fondée en mai 1998 par PE Corporation (maintenant Applera Corporation) et Craig Venter.
Celera fut créée dans le but de générer puis commercialiser des informations génétiques afin d'accélerer la compréhension des processus biologiques.
Les recherches de Celera Genomics furent parmi les premières à montrer la faisabilité de la technique de séquençage par shotgun pour le séquençage de génomes procaryotes et eucaryotes.

## Histoire
En 2011, Quest Diagnostics acquiert Celera pour 657 millions de dollars.

## Génomes séquencés par Celera Genomics

### Eucaryotes
- Drosophile
- Génome humain
- Génome de souris